# Egone scotaea
Egone scotaea là một loài bướm đêm trong họ Noctuidae.